# Fujiwara no Tadamichi

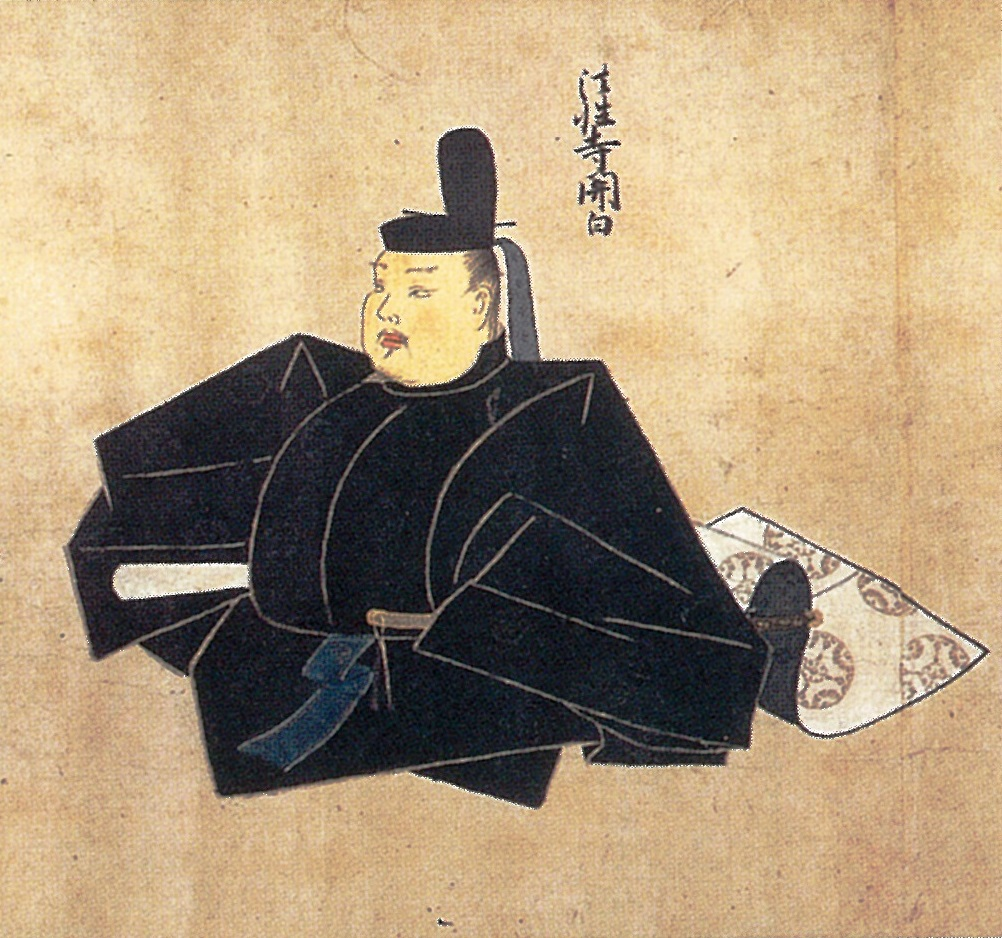
Fujiwara no Tadamichi

Fujiwara no Tadamichi (jap. 藤原 忠通; * 1097; † 1164) war der älteste Sohn des japanischen Regenten (Kampaku) Fujiwara no Tadazane und ein Mitglied des politisch einflussreichen Clan der Fujiwara. Von 1123 bis 1158 war er Sesshō und Kampaku der Kaiser Sutoku und Konoe und Kampaku von Go-Shirakawa.
In der Hōgen-Rebellion von 1156 stand Tadamichi auf Seiten von Go-Shirakawa.
Tadamichi hatte von verschiedenen Frauen mehr als ein Dutzend Kinder darunter:
- Fujiwara no Kiyoko (1122–1182), Zweitfrau des Sutoku-Tennō,
- Konoe Motozane (1143–1166), Kampaku und Gründer der Konoe-Familie,
- Matsudono Motofusa (1145–1231), Sesshō, Kampaku und Gründer der Matsudono-Familie,
- Fujiwara no Muneko (1146–1173), Zweitfrau des Nijō-Tennō und Mutter des Rokujō-Tennō,
- Kujō Kanezane (1149–1207), Kampaku, Daijō Daijin und Gründer der Kujō-Familie,
- Fujiwara no Kanefusa (1153–1217), Daijō Daijin,
- Jien (1155–1225), Oberpriester der buddhistischen Tendai-shū,
- Fujiwara no Shimeko (1131–1176), Zweitfrau des Konoe-Tennō.

| Personendaten    | Personendaten         |
| ---------------- | --------------------- |
| NAME             | Fujiwara no Tadamichi |
| ALTERNATIVNAMEN  | 藤原 忠通 (japanisch) |
| KURZBESCHREIBUNG | japanischer Regent    |
| GEBURTSDATUM     | 1097                  |
| STERBEDATUM      | 1164                  |